# Cửa khẩu Si Pa Phìn
Cửa khẩu Si Pa Phìn là cửa khẩu tại vùng đất bản Tân Phong xã Si Pa Phìn huyện Nậm Pồ tỉnh Điện Biên, Việt Nam.
Cửa khẩu Si Pa Phìn thông thương với cửa khẩu Houay La (Huổi Lả)  ở ban Houay La muang May (Mường Mày) tỉnh Phongsaly, CHDCND Lào .
Cửa khẩu Si Pa Phìn là điểm cuối của nhánh Quốc lộ 4H1, nối vào Quốc lộ 4H tại km34 ở xã Si Pa Phìn.

## Hoạt động
Cửa khẩu Si Pa Phìn được giới chức hai tỉnh Điện Biên và Phongsaly khai trương ngày 15/12/2010 . Tuy nhiên cả hai bên biên giới là vùng chưa phát triển, hoạt động giao thương tại cửa khẩu Si Pa Phìn chủ yếu là trao đổi hàng hóa theo chợ phiên.